# Scorpion (astrologie)
Pour les articles homonymes, voir Scorpion (homonymie).
 (février 2021).
Améliorez-le ou discutez des points à vérifier. 
Le signe astrologique du Scorpion, de symbole ♏︎, est lié aux personnes nées entre le 23 octobre et le 22 novembre en astrologie tropicale. Il correspond pour celle-ci (la plus populaire en Occident) à un angle compris entre 210 et 240 degrés comptés sur l'écliptique (le cercle des signes du zodiaque) à partir du point vernal. Il est associé à la constellation du même nom en astrologie sidérale.

## Origine, mythologie
Connu des Mésopotamiens et des anciens Égyptiens, le Scorpion est l'une des 48 constellations identifiées par Claude Ptolémée dans son Almageste.
Chez les Grecs, le chasseur géant Orion extermina les fauves qui ravageaient l'île de Chios. Le roi Œnopion, qui avait promis la main de sa fille en récompense de cet exploit, ne tint pas son engagement. Pire, il aveugla Orion et le chassa. Ce dernier désirait ardemment se venger. Pour l'en empêcher, les dieux (selon les sources : Apollon, Gaïa, Héra ou Artémis) lui envoyèrent un gigantesque scorpion de feu. Orion fut tué (soit par l'arachnide lancé à ses trousses, soit par une flèche d'Artémis) puis, tout comme son poursuivant, transformé en constellation. Ils furent placés chacun à une extrémité du ciel, pour y continuer leur lutte sans jamais s'atteindre. Ainsi, quand la constellation d'Orion se lève en été, celle du Scorpion se couche.
Dans les mythologies grecque et romaine, le Scorpion est maîtrisé par Hadès et Pluton, dieux des Enfers et des Morts.

## Astrologie
Le Scorpion est un signe fixe lié à l’élément classique d’eau, principe d'émotivité qu'il partage avec le Cancer et les Poissons. Si le Cancer représente les eaux de la mère (l'origine) et les Poissons l'océan infini (le cosmos), le Scorpion est le fleuve ou la tourbière où ce qui meurt revit. Il établit une transition entre la fin d'un cycle et le début d'un autre, assure le lien entre l'origine et le cosmos.
Traditionnellement, sa planète maîtresse est Mars. Mais depuis la découverte de Pluton, certains choisissent de lui attribuer la maîtrise principale du Scorpion, Mars n'étant plus, à leur considération, que le maître secondaire. Cependant, la tradition prévaut encore pour de nombreux astrologues qui introduisent Pluton avec plus de prudence.
Dans son Tetrabiblos, Claude Ptolémée rejette les décans, dont les maîtres nous sont toutefois connus par Teukros (Ier siècle apr. J.-C.) : le 1er décan du Scorpion est gouverné par Mars, le 2e par le Soleil et le 3e par Vénus.
Uranus, planète de la révolte et de la rénovation, et maître du Verseau, est exaltée au Scorpion.
Son signe opposé et complémentaire est le Taureau.
D'après Irène Andrieu, le signe a pour maître-mot désir mais il porte aussi en lui le potentiel d'autodestruction le plus élevé.
François Merlin le résume ainsi : « C'est le signe le plus passionné du zodiaque, mais aussi le plus sombre ».
Pour Françoise Hardy, le Scorpion pense en termes de « pouvoir qu'exercent la collectivité, les autres ou l'autre sur soi, ainsi qu'à celui que l'on exerce sur eux, autant dire au pouvoir politique ».
André Barbault ajoute que c'est un « être qui a le sens du destin et existe en fonction des traces qu'il entend laisser dans l'histoire ».
Selon Ève Saint-Gall, le Scorpion dirige ses impulsions vers les transformations. Régi par la planète Pluton, il n'hésite pas à renverser une situation à son profit.

## Illustrations

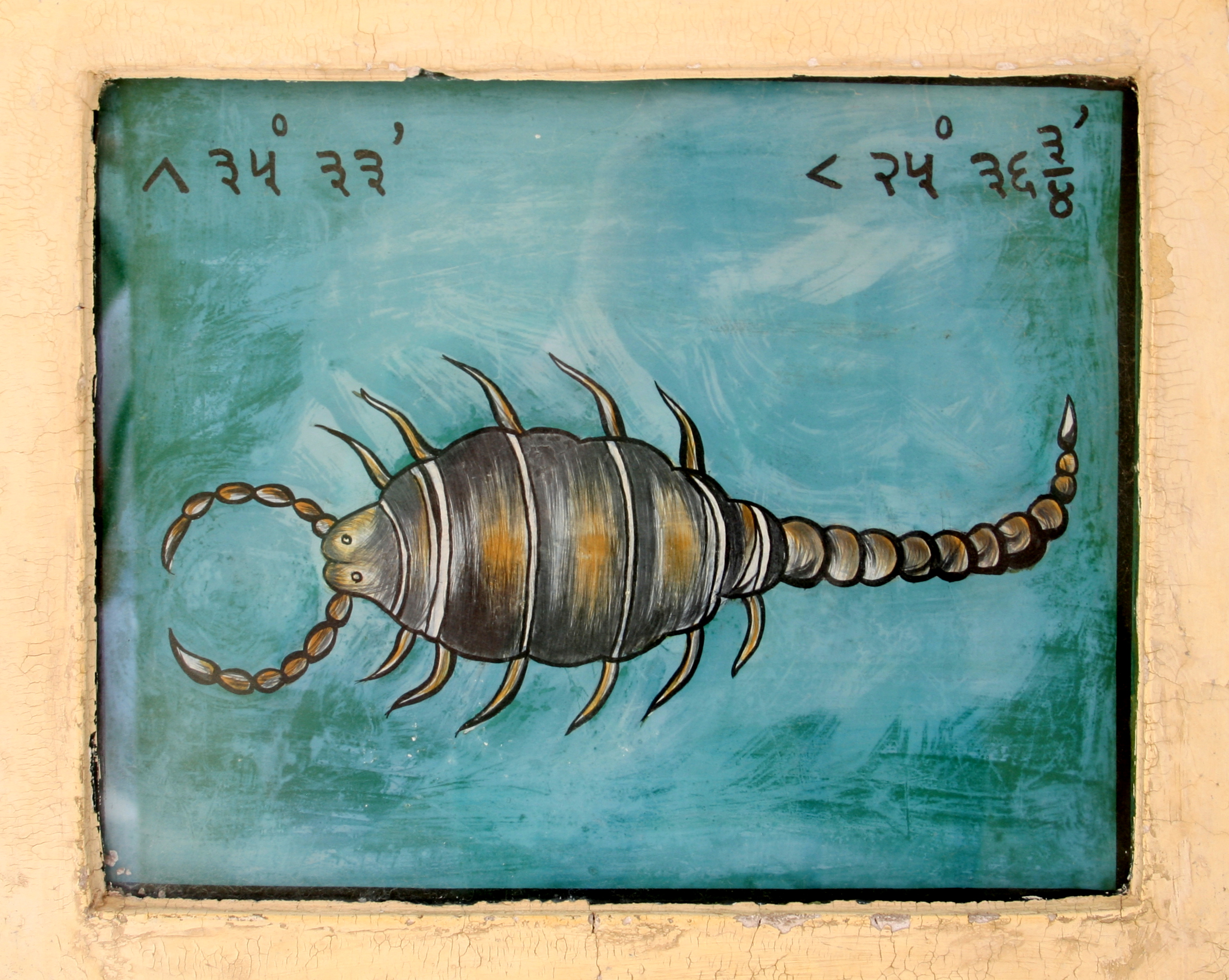
Signe du scorpion, Jantar Mantar, Jaipur, Inde
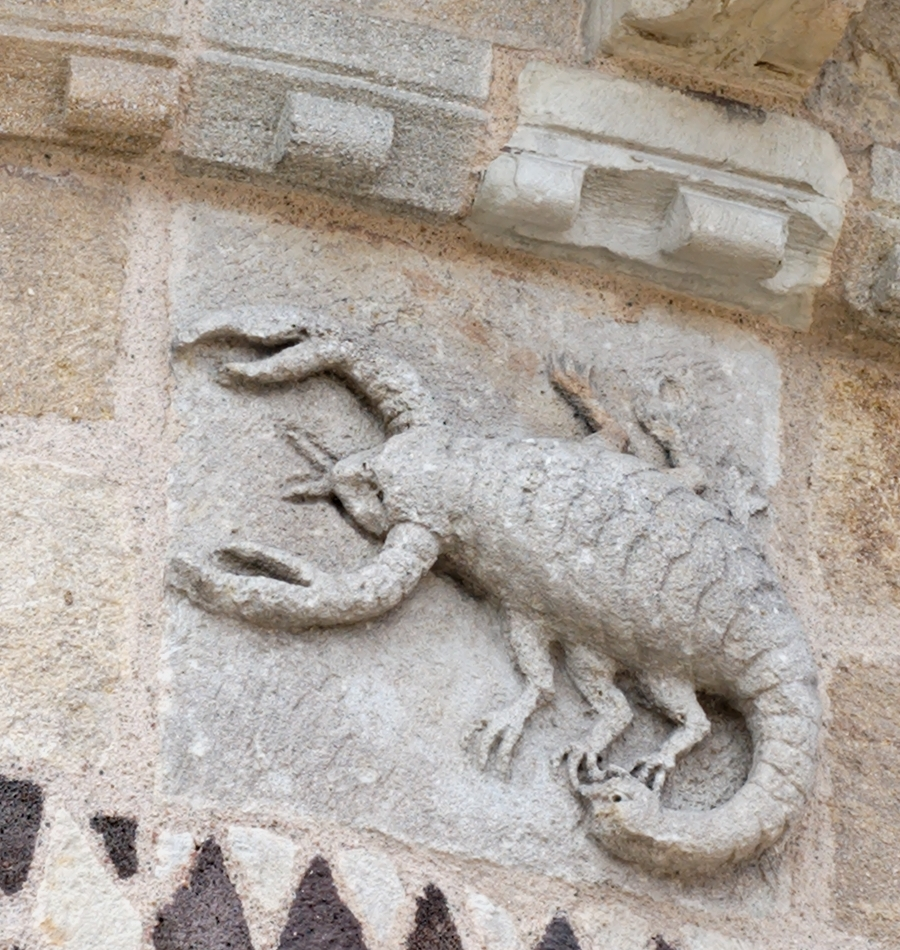
Le Scorpion
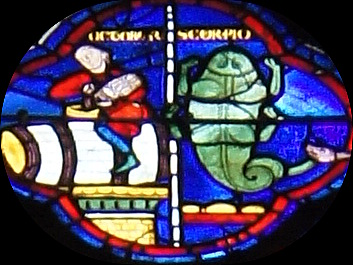
Vitrail sud de la cathédrale de Chartres
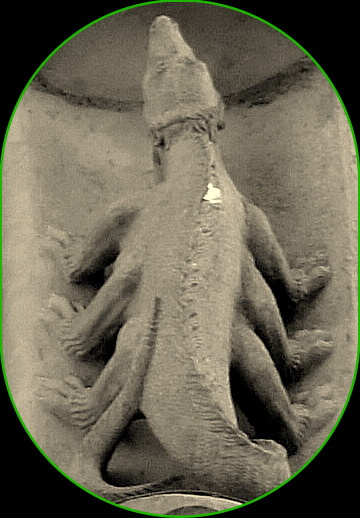
Portail nord de la cathédrale de Chartres
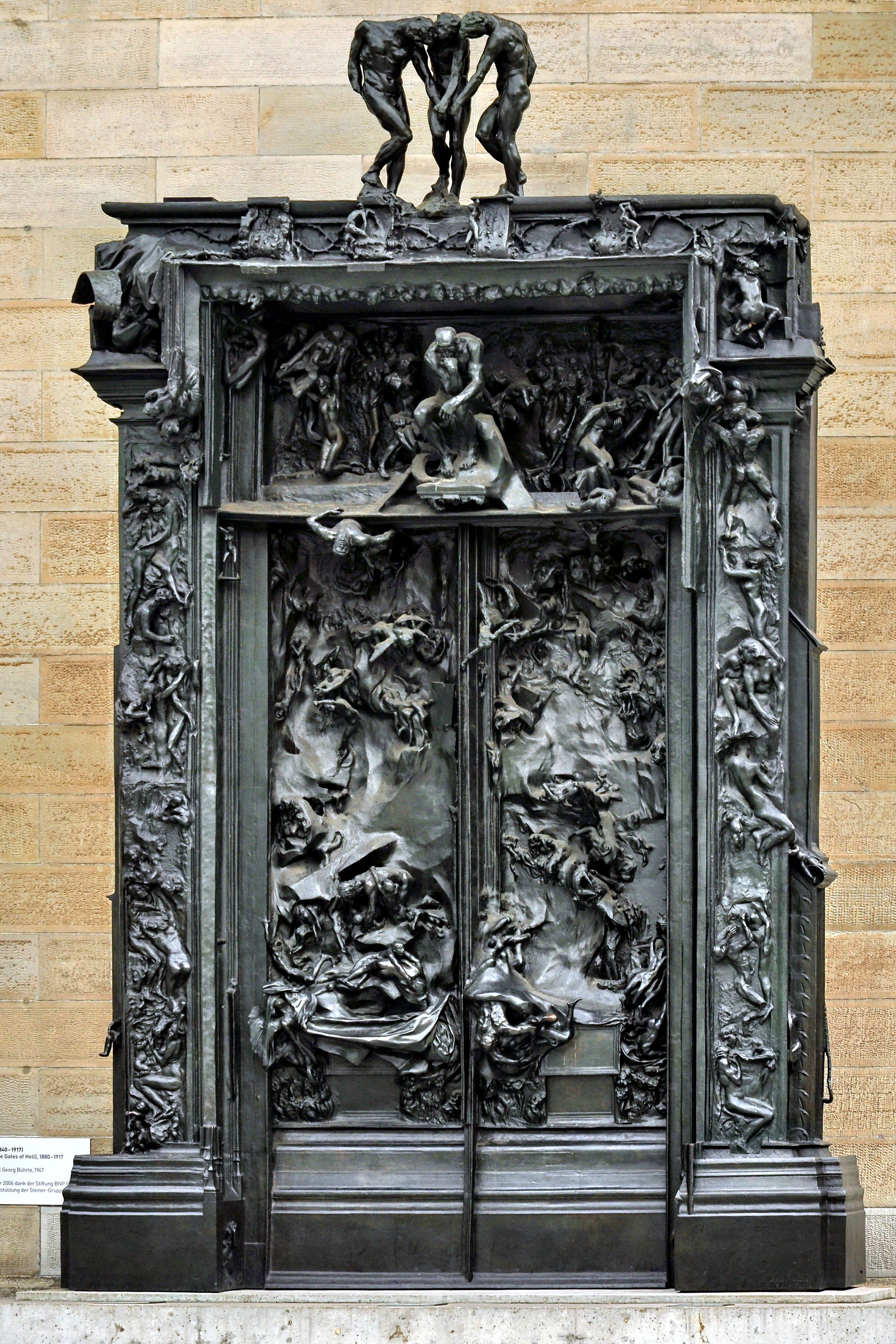
Rodin - La Porte de l'Enfer